# Pheidole xocensis
Pheidole xocensis är en myrart som beskrevs av Auguste-Henri Forel 1913. Pheidole xocensis ingår i släktet Pheidole och familjen myror.

## Underarter
Arten delas in i följande underarter:
- P. x. bulawayensis
- P. x. xocensis